# Plongeur niveau 5
 (août 2025).
Motif : Synthèse ? pertinence encyclopédique de ce guide pratique ? Sources indépendantes ?
- Archive Wikiwix
- Bing
- Cairn
- DuckDuckGo
- E. Universalis
- Gallica
- Google
- G. Books
- G. News
- G. Scholar
- Persée
- Qwant
- (zh) Baidu
- (ru) Yandex
- (wd) trouver des œuvres sur Wikidata

| 1. | Préciser le motif de la pose du bandeau. | Précisez le motif de la pose du bandeau en utilisant la syntaxe suivante : {{admissibilité à vérifier\|date=août 2025\|motif=remplacez ce texte par le motif}}                         |
| 2. | Informer les utilisateurs concernés.     | Pensez à avertir le créateur de l'article, par exemple, en insérant le code ci-dessous sur sa page de discussion : {{subst:avertissement admissibilité à vérifier\|Plongeur niveau 5}} |

Le brevet de plongeur niveau 5 (N5) est le cinquième niveau de plongée de la Fédération française d'études et de sports sous-marins (FFESSM). Il s'agit du dernier niveau, hors monitorats. 
Le niveau 5 accorde au plongeur les prérogatives de directeur de plongée dans le cadre de plongées en exploration. Celui-ci est responsable de l'organisation de la plongée, de son bon déroulement, et du déclenchement des secours en cas d'accident (sécurité de surface, vérification des niveaux, constitution des binômes, annulation ou adaptation de la plongée, etc.)

## Prérogatives
Le plongeur niveau 5 peut  :
- assurer la fonction de directeur de plongée dans le cadre de plongées d'exploration (donc hors formation) en milieu naturel (DPE : directeur de plongée en exploration)
- valider sur leur carnet de plongée les plongées effectuées par les plongeurs présents sur le site.

Le niveau 5 n'apporte aucune prérogative supplémentaire en termes d'espaces d'évolution ou en termes d'encadrement. En effet, le plongeur niveau 5 peut plonger en autonomie à 60 mètres depuis le niveau 3, et assurer la fonction de guide de palanquée (en exploration) jusqu'à 40 mètres depuis le niveau 4. 
En cas de plongée en enseignement (formation de plongeurs), le directeur de plongée ne peut pas être uniquement titulaire du brevet de plongeur niveau 5, mais doit être au minimum un moniteur E3 (Moniteur Fédéral 1er degré). A contrario, un moniteur E3 dispose, entre autres, des prérogatives du niveau 5.
La fonction de directeur de plongée en exploration du niveau 5 ne peut être exercée qu’à titre bénévole dans un club et avec l'accord du président du club.

## Conditions de candidature
Le candidat au brevet de plongeur niveau 5 doit :
- être âgé de 18 ans
- être titulaire de la licence FFESSM en cours de validité
- être francophone
- être titulaire du brevet de plongeur niveau 4 (guide de palanquée) ou d'une équivalence reconnue par la FFESSM
- justifier d'une solide expérience comme guide de palanquée
- être titulaire de la qualification RIFAP
- avoir acquis en situation réelle l’ensemble des compétences du référentiel validées par un moniteur E3 au minimum.